# Paratamboicus marmorata
Paratamboicus marmorata is een hooiwagen uit de familie Sclerosomatidae.